# Recea (Brașov)
Recea (ungarisch Vajdarécse) ist eine Gemeinde im Kreis Brașov in der Region Siebenbürgen in Rumänien.

## Geographische Lage

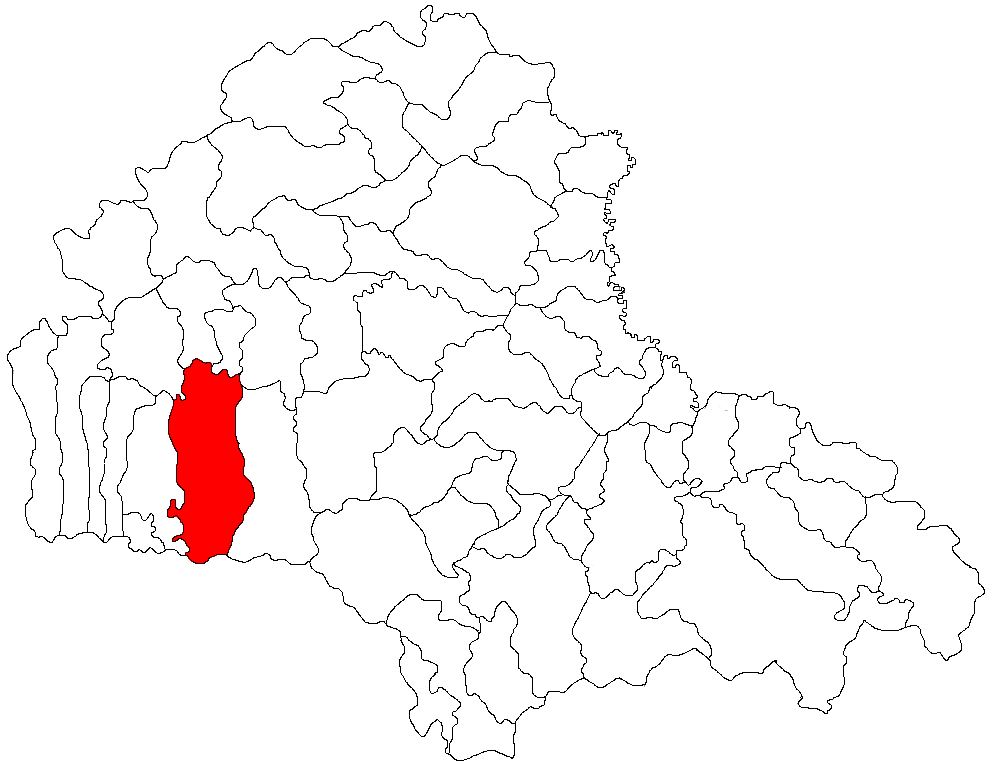
Lage der Gemeinde Recea im Kreis Brașov

Die Gemeinde Recea liegt südlich des Siebenbürgischen Beckens in den Nordausläufern des Făgăraș-Gebirge (Fogarascher Gebirge). Am Bach Săvăstreni ein linker Nebenfluss des Olt (Alt) und an den Kreisstraßen (drum județean) DJ 104A und 104C liegt der Ort Recea 14 Kilometer südlich von der Stadt Făgăraș (Fogarasch); die Kreishauptstadt Brașov (Kronstadt) befindet sich etwa 70 Kilometer östlich entfernt.

## Geschichte
Der Ort Recea wurde nach unterschiedlichen Angaben 1486 oder 1556 urkundlich erwähnt. Zur Zeit der österreichisch-ungarischen Monarchie war in Recea eine Kompanie eines Grenzregiments stationiert.
Im Königreich Ungarn lag die heutige Gemeinde im Stuhlbezirk Fogaras im historischen Fogarascher Komitat, anschließend im Kreis Făgăraș und ab 1950 dem heutigen Kreis Brașov an.
Der heutige Ort ist durch die Verschmelzung der beiden Siedlungen Recea Nouă mit Recea Veche – Telekirécse, benannt nach der ungarischen Adelsfamilie Teleki – 1964 entstanden.

## Bevölkerung
Bei der Volkszählung 1850 wurden auf dem Areal der heutigen Gemeinde Recea 5129 Menschen gezählt. In der von überwiegend rumänischer Bevölkerung lebenden Gemeinde wurde die höchste Einwohnerzahl (5604) und auch gleichzeitig die der Rumänen (5603) 1920 registriert. Die der Roma (263) wurde 2002, der Magyaren (12) 1977 und die der Rumäniendeutsche (14) wurde 1956 ermittelt. 2011 lebten in der Gemeinde Recea 3118 Menschen. 2867 waren Rumänen, 123 Roma, fünf waren Magyaren und restliche machten keine Angaben zu ihrer Ethnie.
Die Hauptbeschäftigung der Bevölkerung ist die Agrikultur und die Holzverarbeitung.

## Sehenswürdigkeiten
- Im eingemeindeten Dorf Săsciori die rumänisch-orthodoxe Kirche Sf. Nicolae,[7] im 17. Jahrhundert errichtet, steht unter Denkmalschutz.[8]

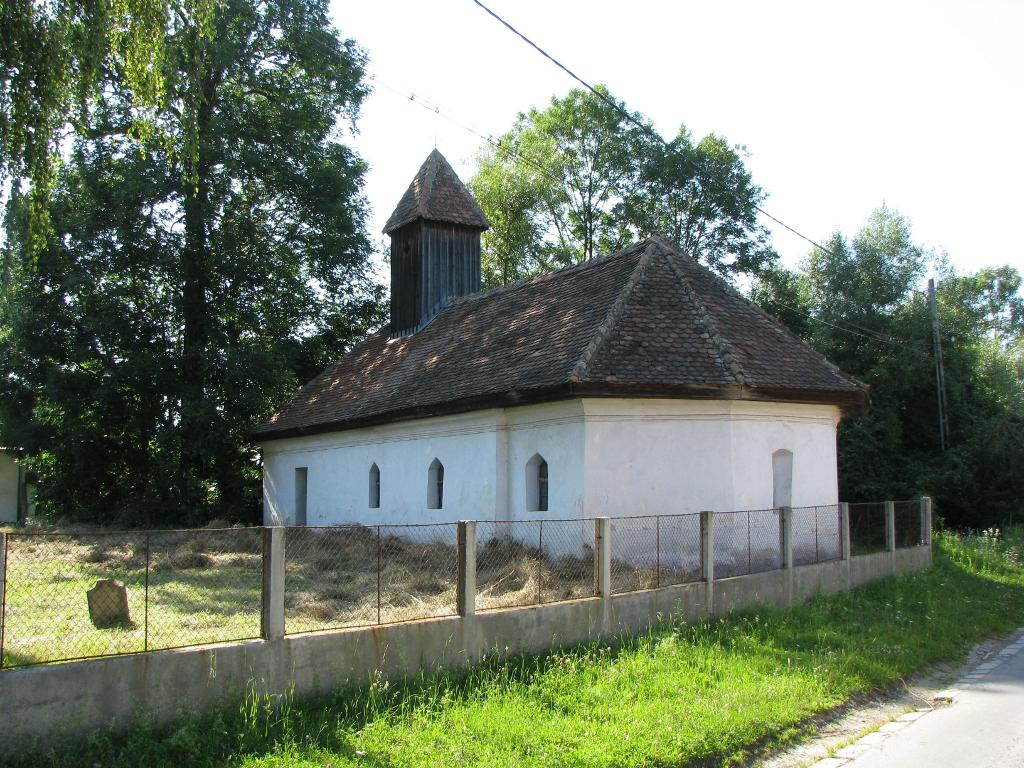
Sf. Nicolae Kirche in Săsciori
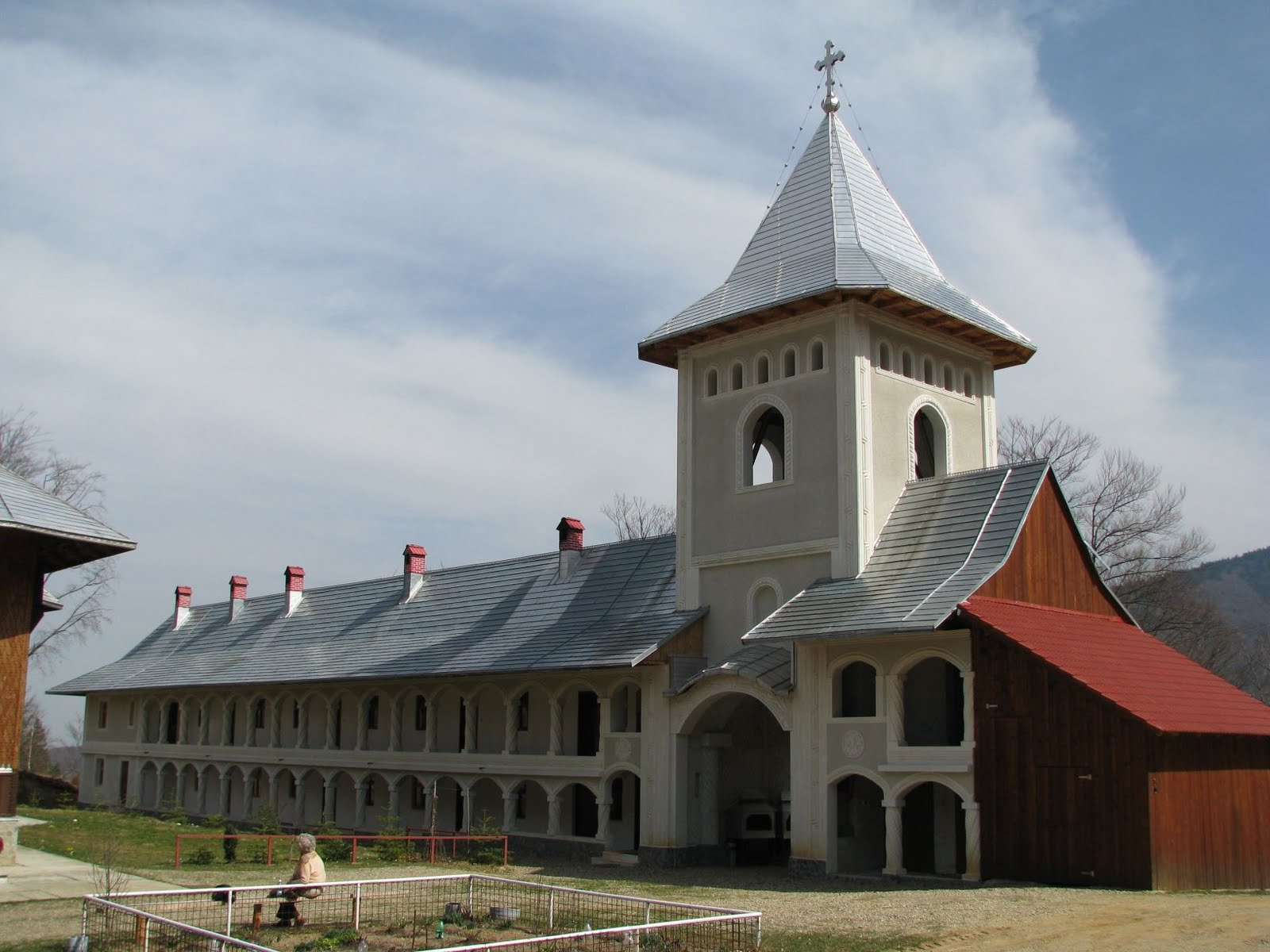
Kloster und …
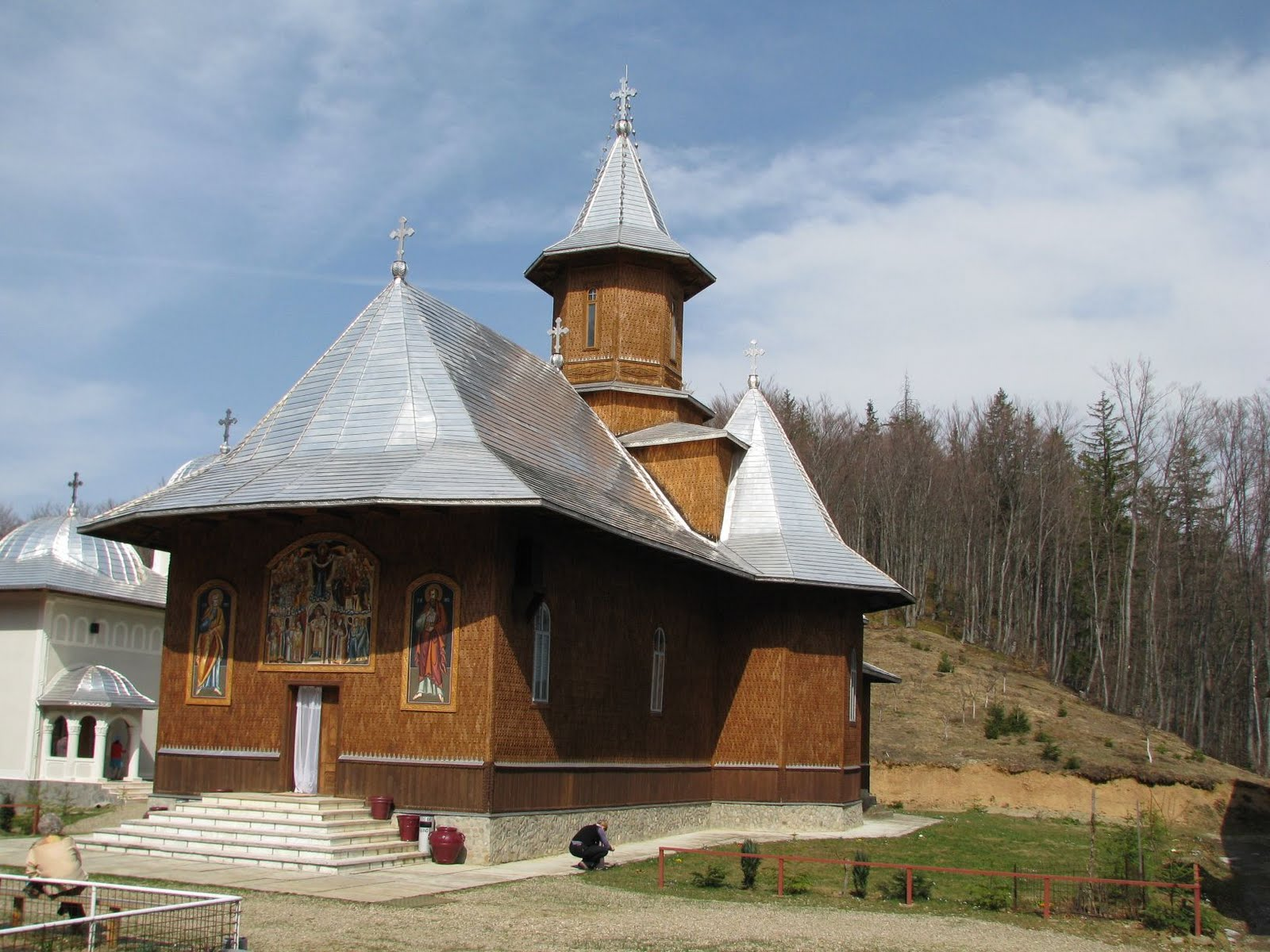
… Kirche in Dejani

## Persönlichkeiten
- Johann Boeriu von Polichna (1859–1949), rumänischer k. u. k. Offizier, in Recea geboren.
- Virgil Fulicea (1907–1979), Bildhauer, in Recea geboren.[9]
- Ion Gavrilă Ogoranu (1923–2006), rumänischer rechtsextremer Freischärler und antikommunistischer Widerstandskämpfer, in Gura Văii (Groß-Schwarzdorf) geboren.